# 张璝
張璝（1430年—？），廣東廣州府番禺縣人，明朝政治人物。

## 生平
景泰元年（1450年）庚午科廣東鄉試第三十一名舉人，天順元年（1457年）丁丑科二甲第五十八名進士。成化初年任江西撫州府知府，十年（1474年）調福建漳州府知府，十六年（1480年）調廣西潯州府知府。兄子張翊。